# Nephodia pensaria
Nephodia pensaria là một loài bướm đêm trong họ Geometridae.